# Volvo Ocean Race 2011-2012
Navigation
2014-2015

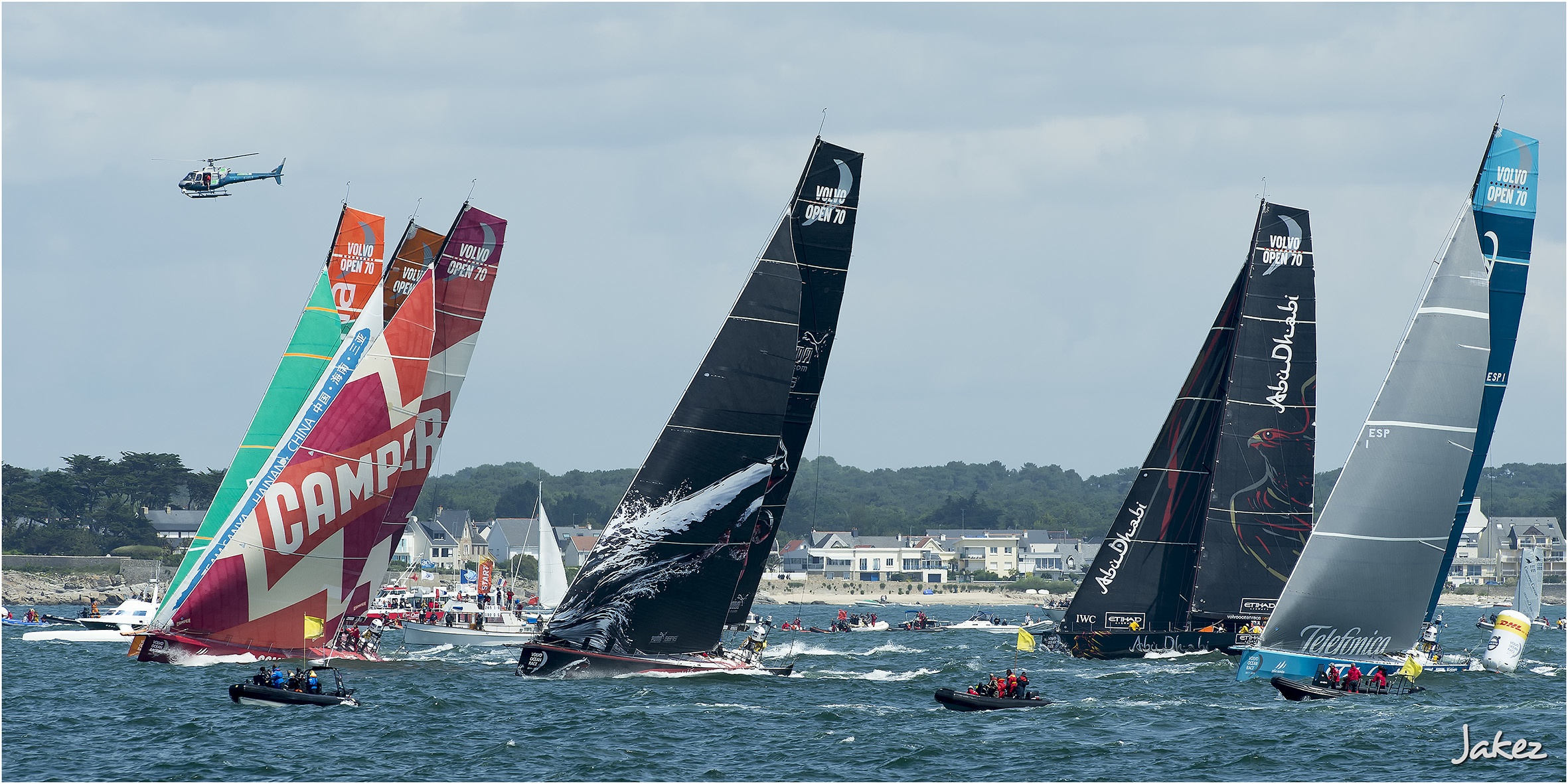
Les six voiliers lors de la course in-port de Lorient.

La Volvo Ocean Race 2011-2012 est la onzième édition de la Volvo Ocean Race (auparavant dénommée Whitbread Round the World Race). Cette course à la voile autour du monde en équipage et par étapes est réservée aux monocoques. Cette édition 2011-2012 voit s'affronter six équipages dans 19 manches, dont 10 régates côtières et 9 étapes en haute mer. Le départ a été donné le 29 octobre 2011 à Alicante en Espagne, et l'arrivée s'est effectuée en juillet 2012 à Galway, en Irlande.

## Fonctionnement
Le classement de la course est un classement aux points. Les régates côtières (In-port race) rapportent six points au vainqueur, cinq points au second, quatre points au troisième, trois points au quatrième, deux points au cinquième et un point au sixième. Les étapes rapportent quant à elles trente points au vainqueur, vingt-cinq points au second, vingt points au troisième, quinze points au quatrième, dix points au cinquième et cinq points au sixième. L'équipage doit franchir la ligne d'arrivée pour marquer les points.

## Programme

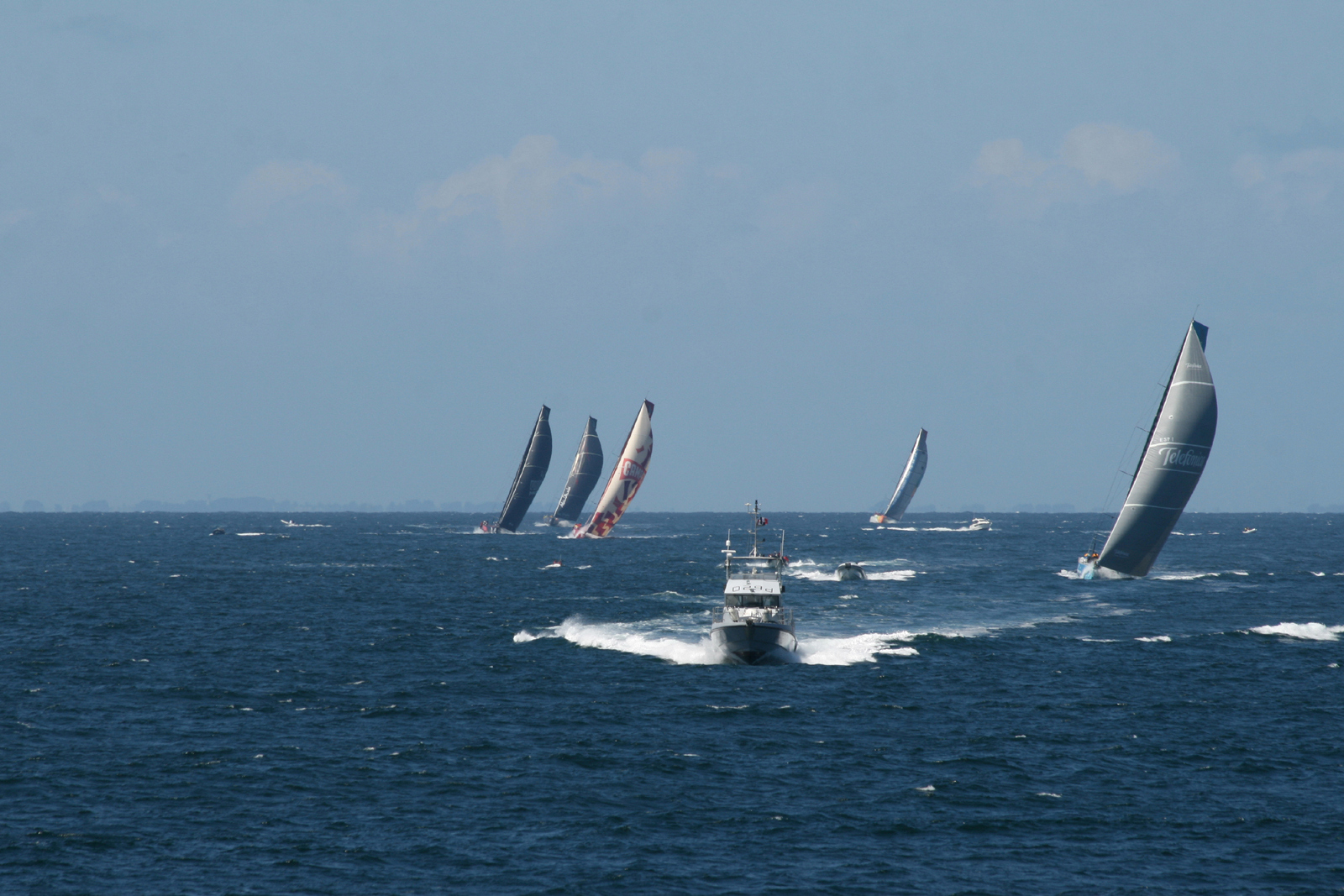
Étape 9 Lorient-Galway dans les coureaux de Belle-Ile

| Nom                         | Date de départ              | Départ                      | Arrivée                     | Distance (milles)           | Points    | Points | Points   | Points  | Points  | Points     |
| Nom                         | Date de départ              | Départ                      | Arrivée                     | Distance (milles)           | Abu Dhabi | Camper | Groupama | Puma    | Sanya   | Telefónica |
| --------------------------- | --------------------------- | --------------------------- | --------------------------- | --------------------------- | --------- | ------ | -------- | ------- | ------- | ---------- |
| Course in-port              | 29 octobre 2011             | Alicante                    | Alicante                    |                             | 6         | 4      | 2        | 5       | 3       | 1          |
| Étape 1                     | 5 novembre 2011             | Alicante                    | Le Cap                      | 6 500                       | 0 (DNF)   | 25     | 20       | 0 (DNF) | 0 (DNF) | 30         |
| Course in-port              | 10 décembre 2011            | Le Cap                      | Le Cap                      |                             | 3         | 5      | 2        | 4       | 1       | 6          |
| Étape 2                     | 11 décembre 2011            | Le Cap                      | Abou Dabi                   | 5 430                       | 8         | 20     | 12       | 16      | 4       | 24         |
| Étape 2                     | 11 décembre 2011            | Le Cap                      | Abou Dabi                   | 5 430                       | 2         | 4      | 6        | 3       | 1       | 5          |
| Course in-port              | 13 janvier 2012             | Abou Dabi                   | Abou Dabi                   |                             | 6         | 4      | 5        | 3       | 2       | 2          |
| Étape 3                     | 14 janvier 2012             | Abou Dabi                   | Sanya                       | 4 600                       | 6         | 2      | 4        | 5       | 1       | 3          |
| Étape 3                     | 14 janvier 2012             | Abou Dabi                   | Sanya                       | 4 600                       | 8         | 16     | 20       | 12      | 4       | 24         |
| Course in-port              | 18 février 2012             | Sanya                       | Sanya                       |                             | 4         | 3      | 2        | 5       | 1       | 6          |
| Étape 4                     | 19 février 2012             | Sanya                       | Auckland                    | 5 220                       | 10        | 15     | 30       | 25      | 5       | 20         |
| Course in-port              | 17 mars 2012                | Auckland                    | Auckland                    |                             | 2         | 6      | 4        | 5       | 3       | 1          |
| Étape 5                     | 18 mars 2012                | Auckland                    | Itajaí                      | 6 705                       | 0 (DNF)   | 15     | 20       | 30      | 0 (DNF) | 25         |
| Course in-port              | 21 avril 2012               | Itajaí                      | Itajaí                      |                             | 3         | 5      | 6        | 4       | 0 (DNS) | 2          |
| Étape 6                     | 22 avril 2012               | Itajaí                      | Miami                       | 4 800                       | 10        | 25     | 20       | 30      | 0 (DNS) | 15         |
| Course in-port              | 19 mai 2012                 | Miami                       | Miami                       |                             | 6         | 3      | 5        | 4       | 2       | 1          |
| Étape 7                     | 20 mai 2012                 | Miami                       | Lisbonne                    | 3 590                       | 30        | 10     | 25       | 20      | 5       | 15         |
| Course in-port              | 9 juin 2012                 | Lisbonne                    | Lisbonne                    |                             | 3         | 4      | 6        | 5       | 2       | 1          |
| Étape 8                     | 10 juin 2012                | Lisbonne                    | Lorient                     | 1 940                       | 15        | 25     | 30       | 20      | 5       | 10         |
| Course in-port              | 30 juin 2012                | Lorient                     | Lorient                     |                             | 2         | 5      | 6        | 4       | 1       | 3          |
| Étape 9                     | 1er juillet 2012            | Lorient                     | Galway                      | 485                         | 5         | 30     | 25       | 20      | 10      | 15         |
| Course in-port              | 7 juillet 2012              | Galway                      | Galway                      |                             | 2         | 5      | 3        | 6       | 1       | 4          |
| Total des courses in-port   | Total des courses in-port   | Total des courses in-port   | Total des courses in-port   | Total des courses in-port   | 37        | 44     | 41       | 45      | 16      | 27         |
| Total des étapes océaniques | Total des étapes océaniques | Total des étapes océaniques | Total des étapes océaniques | Total des étapes océaniques | 96        | 187    | 212      | 181     | 36      | 196        |
| Points totals               | Points totals               | Points totals               | Points totals               | Points totals               | 131       | 231    | 253      | 226     | 51      | 213        |

En raison des risques de piraterie dans l'océan Indien, les étapes deux et trois ont été fractionnées en deux parties : l'une rapportant 80 % des points et l'autre 20 %.

## Participants
| Équipe                                                      | Nationalité         | Architecte        | Constructeur           | Skipper         |  |
| ----------------------------------------------------------- | ------------------- | ----------------- | ---------------------- | --------------- |  |
| Puma Ocean Racing « powered by » Berg Propulsion Mar Mostro | États-Unis          | Juan Yacht design | New England Boatworks  | Ken Read        |  |
| Camper avec Emirates Team New Zealand Camper Lifelovers     | Nouvelle-Zélande    | Marcelino Botin   | Cookson Boatbuilders   | Chris Nicholson |  |
| Team Telefónica                                             | Espagne             | Juan Yacht design | King Marine (Valencia) | Iker Martínez   |  |
| Groupama Sailing Team Groupama 4                            | France              | Juan Yacht design | Multiplast             | Franck Cammas   |  |
| Abu Dhabi Ocean Racing Azzam                                | Émirats arabes unis | Farr Yacht Design | Persico Marine         | Ian Walker      |  |
| Team sanya Sanya Lan (anciennement Telefónica Blue)         | Chine               | Farr Yacht Design | King Marine            | Mike Sanderson  |  |

## Déroulement

### Étape 1
À Alicante, Abu Dhabi remporte la première régate in-shore de cette Volvo Ocean Race devant Puma, Camper, Sanya, Groupama et Telefonica. Le départ de l'étape à destination du Cap est donné alors que 30 à 35 nœuds de vent sont attendus dans la nuit. Lors de ce départ, Groupama 4 touche Puma et doit effectuer une pénalité alors que Camper impressionne par sa vitesse. Seulement 6 heures après le départ, le seul plan Farr démâte et fait demi-tour vers Alicante pour réparer. Quelque temps après, c'est au tour du voilier Chinois de connaître une avarie majeure : la zone tribord-avant du VOR70 Team Sanya est gravement délaminée (décollement des peaux de carbone). Le même jour, pour sortir de l'Atlantique, Telefonica et Puma choisissent de longer les côtes Espagnoles, Groupama s'est éloigné vers le large d'une trentaine de milles alors que les Néo-Zélandais prennent une option intermédiaire, mais tous naviguent dans des grosses conditions (comme depuis le départ d'Alicante), avec 28 nœuds de vents à cet instant et 3 mètres de creux au large.  Après Gibraltar, alors que Camper est en tête, le vent mollit, passant de 38 à 5 nœuds. Deux options se profilent ensuite pour la course : la première vise à aller chercher une dépression très à l'ouest, le seconde fait longer l'Afrique.

### Étape 2
Au Cap, Telefonica remporte l in-port devant Camper, Puma, Abu Dhabi, Groupama4, Sanya. Le 11/12/2011 départ de l'étape 2 vers Abu Dhabi (Émirats arabes unis) sous très peu de vent. Afin de parer les risques d'enlèvement liés au développement de la piraterie dans l'Océan Indien, les organisateurs de la Volvo Ocean Race ont décidé de modifier le parcours des étapes 2 et 3. Les bateaux seront chargés à bord d'un cargo dans un port tenu secret près des Maldives. Telefonica arrive le premier dans ce port suivi de Camper, Puma, Groupama 4 et Abu Dhabi, Sanya lui s'est dérouté vers Madagascar à la suite d'une avarie dans ses haubans. Six jours plus tard la course reprend pour 98 miles direction Abu Dhabi ou Groupama 4 arrive en tête devant Telefonica, Camper, Abu Dhabi. Sanya les rejoindra quelques jours après.

## Classement final
| Points | Bateau            | Équipe                            | Skipper         | Points |
| ------ | ----------------- | --------------------------------- | --------------- | ------ |
| 1      | Groupama 4        | Groupama Sailing Team             | Franck Cammas   | 253    |
| 2      | Camper Lifelovers | CAMPER, Emirates Team New Zealand | Chris Nicholson | 231    |
| 3      | Mar Mostro        | PUMA Ocean Racing                 | Ken Read        | 226    |
| 4      | Telefónica        | Team Telefónica                   | Iker Martínez   | 213    |
| 5      | Azzam             | Abu Dhabi Ocean Racing            | Ian Walker      | 131    |
| 6      | Sanya Lan         | Team Sanya                        | Mike Sanderson  | 51     |